# Nekrolog 3. Quartal 1920
Nekrolog
◄◄
| ◄
| 1916
| 1917
| 1918
| 1919
| 1920 | 1921 | 1922 | 1923 | 1924 | ► | ►►
1. Quartal |
2. Quartal |
3. Quartal |
4. Quartal 1920
Weitere Ereignisse | Allgemeiner Nekrolog 1920
Die Beschreibung der verstorbenen Person sollte so kurz wie möglich gehalten sein und nur deren signifikante Tätigkeit(en) enthalten.
Neue Namen ggf. auch unter dem Geburts- und Sterbedatum, also etwa unter 1. Januar und im Geburts- und Sterbejahr (2024) eintragen (nur bei entsprechender großer Wichtigkeit). Für Beispiele siehe die schon vorhandenen Artikel.
Außerdem über die fünf zuletzt Verstorbenen, zu denen es einen ausreichend guten Artikel für eine Präsentation auf der Hauptseite gibt, nach der todesbedingten Überarbeitung der Artikel ggf. auch unter Wikipedia Diskussion:Hauptseite informieren und sie am besten auch in den anderen Wikipedia-Sprachversionen eintragen. Tipp: Regelmäßig bei news.google.de nach „ist tot“, „gestorben“ oder „verstorben“ suchen.
Wenn eine Person gestorben ist, gibt es viele Seiten zu dieser Person in der Wikipedia, die davon auch betroffen sind und entsprechend aktualisiert werden müssen. Beispiele: Namenübersichtsseite, Geburtsjahr, Geburtsort-Seiten und viele mehr.
Wie finde ich die betroffenen Seiten?
Im Suchfeld auf der linken Seite gibt man den Suchbegriff so ein: „Vorname Nachname“. Dann klickt man auf Volltext und alle Seiten mit entsprechendem Suchtext werden aufgerufen. Hier sieht man dann schnell, wo auch das Todesjahr Sinn macht oder sogar ein Teil des Artikels angepasst werden muss. Auch hilft das „Werkzeug“ auf der linken Seite sehr gut, um solche Seiten aufzufinden: „Links auf diese Seite“. Somit ist die Wikipedia wieder aktuell in allen Bereichen! Hinweis: bei Eintragung der Kategorie „Gestorben JAHR“ wird der Missbrauchsfilter 49 ausgelöst, was jedoch nicht schlimm ist. Siehe: Spezial:Missbrauchsfilter/49
Dies ist eine Liste von im dritten Quartal 1920 verstorbenen bekannten Persönlichkeiten. Die Einträge erfolgen innerhalb der einzelnen Daten alphabetisch sortiert. Tiere sind im Nekrolog für Tiere zu finden.

## Juli
| Tag      | Name                                   | Beruf, bekannt als                                                                                | Alter | Beleg |
| -------- | -------------------------------------- | ------------------------------------------------------------------------------------------------- | ----- | ----- |
| 1. Juli  | Michail Ossipowitsch Eisenstein        | deutsch-baltischer Architekt des Jugendstils                                                      | 52    |       |
| 1. Juli  | John Robert Howe                       | Weltrekordler im Schafscheren                                                                     |       |       |
| 1. Juli  | Delfim Moreira da Costa Ribeiro        | brasilianischer Rechtsanwalt, Politiker und Präsident                                             | 51    |       |
| 1. Juli  | Ludwig Paul                            | österreichischer Politiker                                                                        | 55    |       |
| 1. Juli  | Otto Willmann                          | deutscher katholischer Philosoph und Pädagoge                                                     | 81    |       |
| 2. Juli  | William Hayes Fisher, 1. Baron Downham | britischer Politiker, Abgeordneter des House of Commons und Mitglied des House of Lords           |       |       |
| 2. Juli  | Francisco Plancarte y Navarrette       | mexikanischer Geistlicher, Erzbischof von Linares o Nueva León                                    | 63    |       |
| 2. Juli  | Mihael Vošnjak                         | österreichischer Politiker                                                                        | 82    |       |
| 3. Juli  | William C. Gorgas                      | US-amerikanischer Arzt, Gelbfieber-Forscher                                                       | 65    |       |
| 3. Juli  | Louis Krikava                          | tschechischer Schriftsteller                                                                      | 46    |       |
| 3. Juli  | Georg Lejeune Dirichlet                | deutscher Altphilologe und Gymnasiallehrer                                                        | 61    |       |
| 4. Juli  | Max Klinger                            | deutscher Bildhauer, Maler und Grafiker                                                           | 63    |       |
| 4. Juli  | Dick Thompson Morgan                   | US-amerikanischer Politiker                                                                       | 66    |       |
| 4. Juli  | Anton Pössenbacher                     | deutscher Möbelfabrikant                                                                          | 77    |       |
| 5. Juli  | Israel Friedlaender                    | russischer Rabbiner, Lehrer und Bibelwissenschaftler                                              | 43    |       |
| 5. Juli  | Franz von Oberhoffer                   | preußischer General der Infanterie, Generalquartiermeister und Chef der Landesaufnahme            | 81    |       |
| 5. Juli  | Anthony O’Sullivan                     | US-amerikanischer Schauspieler der Stummfilmzeit                                                  |       |       |
| 6. Juli  | Friedrich Herwig                       | deutscher Gymnasialprofessor und Politiker (NLP), MdR                                             | 64    |       |
| 6. Juli  | Karl von Lama                          | deutscher Buchhändler und Politiker (Zentrum), MdR                                                | 79    |       |
| 6. Juli  | Eduard Rubin                           | Schweizer Maschineningenieur                                                                      | 73    |       |
| 6. Juli  | Heinrich Wefing                        | deutscher Bildhauer                                                                               | 65    |       |
| 7. Juli  | Max Fritz                              | deutscher Landschaftsmaler                                                                        | 70    |       |
| 7. Juli  | Albert Geßmann                         | österreichischer Bibliothekar und Politiker (CS), Landtagsabgeordneter                            | 68    |       |
| 7. Juli  | Thomas Dwight Goodell                  | US-amerikanischer Klassischer Philologe                                                           | 65    |       |
| 7. Juli  | Alexander Supan                        | österreichischer Geograph                                                                         | 73    |       |
| 7. Juli  | Carl August Voller                     | deutscher Physiker, Hochschullehrer und Politiker (Rechte), MdHB                                  | 77    |       |
| 8. Juli  | Robert Brydges Addison                 | britischer Komponist und Musikpädagoge                                                            | 65    |       |
| 8. Juli  | Max Bachur                             | deutscher Theaterdirektor                                                                         | 75    |       |
| 8. Juli  | Hrisantos                              | türkischer Bandenchef und Schwerkrimineller                                                       |       |       |
| 8. Juli  | Oskar Freiherr Lochner von Hüttenbach  | deutscher Lokalhistoriker und Schriftsteller                                                      | 51    |       |
| 8. Juli  | Alexander Wassiljewitsch Schischkow    | russischer Revolutionär                                                                           | 36    |       |
| 8. Juli  | Henry M. Youmans                       | US-amerikanischer Politiker                                                                       | 88    |       |
| 9. Juli  | Hugo Cassirer                          | deutscher Unternehmer                                                                             | 50    |       |
| 9. Juli  | Ida Hohenemser                         | deutsche Montessoripädagogin und Philanthropin                                                    | 53    |       |
| 09. Juli | Robert Hutton                          | britischer Sportschütze                                                                           | 47    |       |
| 10. Juli | John Fisher, 1. Baron Fisher           | britischer Admiral; Erster Seelord                                                                | 79    |       |
| 10. Juli | Eva von Radecki                        | deutsch-baltische Schriftstellerin                                                                | 35    |       |
| 11. Juli | Anders Thomsen                         | dänischer Politiker (Venstre), Präsident des Folkesting und des Landsting                         | 77    |       |
| 11. Juli | Eugénie de Montijo                     | Kaiserin von Frankreich (1853–1871), Ehefrau von Napoléon III.                                    | 94    |       |
| 11. Juli | Johannes Schmitt                       | deutscher Gutsbesitzer und Politiker (NLP), MdR                                                   | 67    |       |
| 11. Juli | Anders Thomsen                         | dänischer Politiker (Venstre), Präsident des Folketing und des Landsting                          | 77    |       |
| 12. Juli | Adolf von Heyden                       | Landrat in Beeskow-Storkow und Demmin                                                             | 72    |       |
| 12. Juli | Hugo Tortilowicz von Batocki-Friebe    | preußischer Landrat                                                                               | 42    |       |
| 13. Juli | Hermann Heinze                         | deutscher Cafetier und Pächter des vierten Alsterpavillons                                        | 59    |       |
| 13. Juli | John Joseph Hennessy                   | irischer Geistlicher, Bischof von Wichita                                                         | 72    |       |
| 14. Juli | Heinrich Friedjung                     | österreichischer Historiker und Publizist                                                         | 69    |       |
| 14. Juli | Sam Isaacs                             | australischer Aborigine                                                                           |       |       |
| 14. Juli | Albert von Keller                      | deutscher Maler Schweizer Herkunft                                                                | 76    |       |
| 14. Juli | Friedrich Hermann Lahl                 | deutscher Kunsthandwerker und Hersteller von Pappmachéfiguren                                     | 77    |       |
| 15. Juli | Heinrich Frauberger                    | deutsch-österreichischer Kunsthistoriker, Kunstgewerbe-Funktionär, Kurator und Museumsleiter      | 74    |       |
| 15. Juli | Friedrich Ludwig von Gans              | deutscher Großindustrieller, Mäzen, Kunstsammler                                                  | 86    |       |
| 15. Juli | Karl Gut                               | Schweizer Politiker                                                                               | 48    |       |
| 16. Juli | Gyula Benczúr                          | ungarischer Maler                                                                                 | 76    |       |
| 16. Juli | Eugène Lintilhac                       | französischer Romanist und Politiker                                                              | 66    |       |
| 17. Juli | Christopher Bruun                      | norwegischer Geistlicher und Volkshochschullehrer                                                 | 80    |       |
| 17. Juli | Heinrich Dressel                       | deutscher Epigraphiker und Numismatiker                                                           | 75    |       |
| 17. Juli | Viktor Wilhelm Russ                    | österreichischer Politiker                                                                        | 80    |       |
| 18. Juli | Karl Flach                             | deutscher Arzt und Entomologe                                                                     | 63    |       |
| 18. Juli | Johann Kredel                          | Landtagsabgeordneter Großherzogtum Hessen                                                         | 63    |       |
| 18. Juli | Joachim von Preußen                    | deutscher Adeliger, preußischer Rittmeister und Sohn von Kaiser Wilhelm II.                       | 29    |       |
| 18. Juli | Otto Werth                             | deutscher Jurist und Politiker                                                                    | 68    |       |
| 18. Juli | Albert Zürner                          | deutscher Wasserspringer                                                                          | 30    |       |
| 19. Juli | Həsən bəy Ağayev                       | aserbaidschanischer Arzt, Journalist und Politiker                                                |       |       |
| 19. Juli | Jules Evarist van Biesbroeck           | belgischer Maler                                                                                  | 72    |       |
| 19. Juli | Giuseppe de Felice Giuffrida           | italienischer Politiker und Journalist                                                            | 61    |       |
| 19. Juli | Felix Marquart                         | deutscher Verbandssekretär und Politiker (NLP), MdR                                               | 61    |       |
| 19. Juli | Richard von Usedom                     | deutscher Fregattenkapitän im Ersten Weltkrieg und persönlicher Adjutant des Prinzens von Preußen | 46    |       |
| 20. Juli | Konstantinos Chatzopulos               | griechischer Schriftsteller                                                                       | 51    |       |
| 21. Juli | Arthur Jerome Eddy                     | US-amerikanischer Kunstsammler und -kritiker sowie Rechtsanwalt                                   | 60    |       |
| 21. Juli | Ernst Grelle                           | deutscher Architekt                                                                               | 64    |       |
| 21. Juli | Fritz Jonas                            | deutscher Gymnasiallehrer und Literaturhistoriker                                                 | 75    |       |
| 21. Juli | Balthasar Ranner                       | deutscher Landwirt und Politiker (Zentrum), MdR                                                   | 68    |       |
| 21. Juli | Alexander Wassilko von Serecki         | österreichischer Offizier                                                                         | 49    |       |
| 21. Juli | Fiammetta Wilson                       | englische Astronomin                                                                              | 56    |       |
| 22. Juli | May Wright Sewall                      | US-amerikanische Frauenrechtlerin sowie Friedens- und Sozialaktivistin                            | 76    |       |
| 23. Juli | Adeodato Bonasi                        | italieniescher Jurist, Hochschullehrer und Politiker                                              | 82    |       |
| 23. Juli | Wilhelm Lynen                          | deutscher Maschinenbauingenieur und Hochschullehrer                                               | 58    |       |
| 23. Juli | Boris Alexandrowitsch Turajew          | russischer Ägyptologe                                                                             | 51    |       |
| 24. Juli | Yusuf al-Azma                          | syrischer Verteidigungsminister und Stabschef                                                     |       |       |
| 24. Juli | Ludwig Ganghofer                       | deutscher Schriftsteller                                                                          | 65    |       |
| 24. Juli | Luise Max-Ehrler                       | österreichische Malerin                                                                           | 69    |       |
| 24. Juli | Hermann Möckel                         | deutscher Seminaroberlehrer, Stadtverordnetenvorsteher, Vereins- und Verbandsfunktionär           | 70    |       |
| 26. Juli | Friedrich August von Kaulbach          | deutscher Maler                                                                                   | 69    |       |
| 26. Juli | Karl zu Solms-Hohensolms-Lich          | deutscher Politiker                                                                               | 54    |       |
| 27. Juli | Armand Gautier                         | französischer Chemiker                                                                            | 82    |       |
| 27. Juli | Thomas Nörber                          | deutscher Erzbischof von Freiburg                                                                 | 73    |       |
| 28. Juli | Ales Harun                             | weißrussischer Lyriker                                                                            | 33    |       |
| 28. Juli | Max-Friedrich von Schlechtendal        | deutscher Offizier, zuletzt Generalmajor, Ritter des Ordens Pour le Mérite                        | 52    |       |
| 29. Juli | Friedrich Bendixen                     | deutscher Nationalökonom                                                                          | 55    |       |
| 29. Juli | Paul Kleinert                          | protestantischer Theologe                                                                         | 80    |       |
| 29. Juli | Wolfgang zu Ysenburg und Büdingen      | 4. Fürst zu Ysingen und Büdingen                                                                  | 43    |       |
| 30. Juli | Emma Lampert Cooper                    | US-amerikanische Malerin, Kunstlehrerin und Artdirector                                           | 65    |       |
| 30. Juli | Albert Gustaf Dahlman                  | schwedischer Henker                                                                               | 72    |       |
| 30. Juli | Alston G. Dayton                       | US-amerikanischer Jurist und Politiker                                                            | 62    |       |
|          | Ludwig Bene                            | preußischer Generalleutnant                                                                       | 83    |       |
|          | François Héraly                        | belgischer Klarinettist, Kapellmeister und Musikpädagoge                                          | ≈64   |       |

## August
| Tag        | Name                               | Beruf, bekannt als                                                                       | Alter | Beleg |
| ---------- | ---------------------------------- | ---------------------------------------------------------------------------------------- | ----- | ----- |
| 1. August  | Frank Hanly                        | US-amerikanischer Politiker                                                              | 57    |       |
| 1. August  | Rudolf Pohle                       | deutscher Bildhauer                                                                      | 83    |       |
| 1. August  | Bal Gangadhar Tilak                | indischer Politiker                                                                      | 64    |       |
| 1. August  | Ernst Voss                         | deutscher Schiffsbaukonstrukteur                                                         | 78    |       |
| 2. August  | Friedrich von Falz-Fein            | deutsch-russischer Großgrundbesitzer und Naturwissenschaftler                            | 57    |       |
| 2. August  | Jean Casimir Félix Guyon           | französischer Chirurg, Pionier der Urologie                                              | 89    |       |
| 2. August  | Franz List                         | österreichischer Politiker (Deutsche Vereinigung), Landtagsabgeordneter                  | 64    |       |
| 2. August  | Wilhelm Rettig                     | deutscher Architekt und kommunaler Baubeamter                                            | 75    |       |
| 3. August  | Peeter Süda                        | estnischer Komponist                                                                     | 37    |       |
| 3. August  | Rudolf Heinrich Weber              | deutscher Mathematiker, Physiker und Hochschullehrer                                     | 45    |       |
| 4. August  | Isak Jeremiassen                   | grönländischer Landesrat                                                                 | 57    |       |
| 4. August  | William Karl Koch                  | deutscher Politiker (FVP, DDP), MdR                                                      | 70    |       |
| 4. August  | Karl Kraushaar                     | deutscher Chemiker und Wirtschaftsführer                                                 | 75    |       |
| 4. August  | Wladimir Iwanowitsch Rebikow       | russischer Komponist                                                                     | 54    |       |
| 4. August  | Karl Rohn                          | deutscher Mathematiker                                                                   | 65    |       |
| 4. August  | Catherine Walters                  | britische Mode-Trendsetterin und die letzte große Kurtisane im Victorianischen Zeitalter | 81    |       |
| 5. August  | Mortimer Fitzland Elliott          | US-amerikanischer Politiker                                                              | 80    |       |
| 5. August  | Oscar von Münch                    | deutscher Reichsfreiherr und Politiker (DtVP, FP) und Politiker, MdR                     | 55    |       |
| 6. August  | Remus von Woyrsch                  | preußischer Generalfeldmarschall                                                         | 73    |       |
| 7. August  | Hugo Albrecht                      | österreichischer Politiker (Deutsche Nationalpartei), Abgeordneter zum Nationalrat       | 58    |       |
| 7. August  | Louis Palander                     | schwedischer Admiral und Polarforscher                                                   | 77    |       |
| 7. August  | Gustav Rebmann                     | Schweizer Politiker                                                                      | 74    |       |
| 8. August  | Schalom Albeck                     | jüdischer Gelehrter                                                                      | 62    |       |
| 8. August  | Eduard Birnbaum                    | deutscher Chasan, einer der ersten Erforscher jüdischer Musik                            | 65    |       |
| 8. August  | John E. McCall                     | US-amerikanischer Jurist und Politiker                                                   | 60    |       |
| 9. August  | Friedrich Brandeis                 | deutscher Missionar                                                                      | 85    |       |
| 9. August  | Lewis McIver, 1. Baronet           | britischer Politiker                                                                     |       |       |
| 9. August  | Ernst Pühn                         | deutscher Bankdirektor und Alpinist                                                      | 62    |       |
| 10. August | Wilhelm Cahn                       | deutscher Philologe                                                                      | 81    |       |
| 10. August | Charles Noyes Forbes               | US-amerikanischer Botaniker                                                              | 36    |       |
| 10. August | Adam Politzer                      | österreichischer Ohren-Arzt                                                              | 84    |       |
| 11. August | Josef Schmalzhofer                 | österreichischer Architekt                                                               | 85    |       |
| 12. August | Ion Dragoumis                      | griechischer Diplomat, Autor, Politiker                                                  | 41    |       |
| 12. August | Louisa Lawson                      | australische Schriftstellerin, Herausgeberin, Suffragette und Feministin                 | 72    |       |
| 12. August | Hermann von Struve                 | deutsch-baltischer Astronom und Mathematiker                                             | 65    |       |
| 12. August | Walter Winans                      | amerikanischer Sportschütze, Pferdezüchter, Bildhauer und Autor                          | 68    |       |
| 13. August | Carlos Hartling                    | deutscher Musiker und Komponist der Nationalhymne von Honduras                           | 50    |       |
| 13. August | Heinrich Macco                     | deutscher Ingenieur, Verbandsvertreter und Politiker                                     | 77    |       |
| 14. August | Stepan Alawerdjan                  | armenischer Revolutionär                                                                 |       |       |
| 14. August | Philip Knopf                       | US-amerikanischer Politiker                                                              | 72    |       |
| 14. August | Adolf Mittag                       | deutscher Unternehmer und Mäzen                                                          | 86    |       |
| 14. August | Homer Albert Norris                | US-amerikanischer Organist, Komponist und Musikwissenschaftler                           | 59    |       |
| 15. August | Chrystyna Altschewska              | ukrainische Pädagogin und Organisatorin von Sonntagsschulen                              | 79    |       |
| 15. August | Anna Helene Boyksen                | erste Ingenieurstudentin an der TU München                                               | 39    |       |
| 16. August | John Gilbert Baker                 | britischer Botaniker, Taxonom und Ökologe                                                | 86    |       |
| 16. August | Joseph Norman Lockyer              | englischer Astronom                                                                      | 84    |       |
| 16. August | Alexei Alexandrowitsch Schachmatow | russischer Sprachwissenschaftler                                                         | 56    |       |
| 17. August | Giovanni Celoria                   | italienischer Astronom und Politiker                                                     | 78    |       |
| 17. August | Ray Chapman                        | US-amerikanischer Baseballspieler                                                        | 29    |       |
| 17. August | Amey Daldy                         | neuseeländische Suffragette und Frauenrechtlerin                                         |       |       |
| 19. August | Pablo Arosemena Alba               | fünfter Staatspräsident von Panama                                                       | 83    |       |
| 19. August | Adolf von Baerenfels               | deutscher Reichsgerichtsrat                                                              | 80    |       |
| 20. August | Jakob Duckardt                     | deutsch-russischer römisch-katholischer Geistlicher und Märtyrer                         |       |       |
| 20. August | Etelka Gerster                     | ungarische Sopranistin                                                                   | 65    |       |
| 20. August | Philipp Victor Pauli               | deutscher Chemiker, Gründer chemischer Werke und Vorstandsmitglied der Farbwerke Hoechst | 84    |       |
| 21. August | Reinis Kaudzite                    | lettischer Lehrer und Schriftsteller                                                     | 81    |       |
| 21. August | Ernst Kuhn                         | deutscher Indologe und Indogermanist                                                     | 74    |       |
| 22. August | Anders Zorn                        | schwedischer Maler, Grafiker und Bildhauer                                               | 60    |       |
| 23. August | Hans Ebel                          | deutscher evangelischer Theologe                                                         | 60    |       |
| 23. August | Philipp Hangen                     | deutscher Jurist und Politiker                                                           | 72    |       |
| 24. August | Max von Brandt                     | deutscher Diplomat, Ostasien-Experte und Publizist                                       | 84    |       |
| 24. August | Max Ellmann                        | österreichischer Politiker (SDAP), Landtagsabgeordneter                                  | 52    |       |
| 24. August | Nikolaus Warken                    | deutscher Bergmann, Streikführer und Vorsitzender des Rechtsschutzvereins der Bergleute  | 68    |       |
| 24. August | Heinrich Wolgast                   | deutscher Reformpädagoge                                                                 | 59    |       |
| 25. August | Pompeo Massani                     | italienischer Maler                                                                      | 69    |       |
| 25. August | Adolf Robinson                     | österreichischer Opernsänger (Bariton) und Gesangslehrer                                 | 82    |       |
| 26. August | Karl Brosius                       | preußischer Generalleutnant                                                              | 65    |       |
| 26. August | Lucilius A. Emery                  | US-amerikanischer Richter und Politiker                                                  | 80    |       |
| 26. August | James Wilson                       | US-amerikanischer Politiker                                                              | 85    |       |
| 27. August | Marion Cannon                      | US-amerikanischer Politiker                                                              | 85    |       |
| 27. August | Martin Hennig                      | deutscher Publizist und Direktor des Rauhen Hauses                                       | 55    |       |
| 27. August | Alfred Martens                     | deutscher Architekt und hannoverscher Baubeamter                                         | 39    |       |
| 28. August | Ludwig Götting                     | deutscher Jurist und Politiker (NLP), MdR                                                | 65    |       |
| 28. August | Suzanne Grandais                   | französische Stummfilmschauspielerin                                                     | 27    |       |
| 28. August | David Paul von Hansemann           | deutscher Pathologe                                                                      | 61    |       |
| 29. August | Léon-Adolphe Amette                | Erzbischof von Paris                                                                     | 69    |       |
| 29. August | Gustav Jenner                      | deutscher Komponist und Dirigent                                                         | 54    |       |
| 29. August | Paul Schreiber                     | deutscher Arzt und Geheimer Sanitätsrat                                                  | 65    |       |
| 29. August | Josef Thannhuber                   | deutscher Ordenspriester und Missionar                                                   | 39    |       |
| 30. August | Franz Engel                        | deutscher Forschungsreisender                                                            | 86    |       |
| 31. August | Anton Brioschi                     | österreichischer Landschafts-, Marine- und Hoftheatermaler und Grafiker                  | 64    |       |
| 31. August | Ludwig Conradt                     | deutscher Händler, Farmer und Gelegenheitsdichter in Südwestafrika                       | 67    |       |
| 31. August | Jeannot Emil von Grotthuß          | deutscher Publizist                                                                      | 55    |       |
| 31. August | Karl Keil                          | deutscher Politiker, Oberbürgermeister von Zwickau                                       | 59    |       |
| 31. August | Jens Oliver Lisberg                | färöischer Rechtswissenschaftsstudent                                                    | 23    |       |
| 31. August | Bernadotte Perrin                  | US-amerikanischer Klassischer Philologe                                                  | 72    |       |
| 31. August | Jukka Rahja                        | finnisch-russischer Revolutionär und Politiker                                           | 33    |       |
| 31. August | Wilhelm Wundt                      | deutscher Philosoph und Psychologe                                                       | 88    |       |
|            | Wladimir Wiktorowitsch Sacharow    | kaiserlich russischer Offizier, zuletzt General der Kavallerie                           | 67    |       |

## September
| Tag           | Name                                  | Beruf, bekannt als                                            | Alter | Beleg |
| ------------- | ------------------------------------- | ------------------------------------------------------------- | ----- | ----- |
| 1. September  | John Sebastian Helmcken               | Arzt, Politiker, Händler in British Columbia                  | 96    |       |
| 1. September  | Charles James Lyall                   | britischer Orientalist und Übersetzer arabischer Poesie       |       |       |
| 1. September  | Adolf Schreiber                       | böhmisch-deutscher Komponist und Dirigent                     |       |       |
| 2. September  | Georg Busolt                          | deutscher Althistoriker                                       | 69    |       |
| 2. September  | Julius Flügge                         | deutscher Architekt                                           | 77    |       |
| 2. September  | Anton Karl Grünwald                   | österreichischer Mathematiker                                 | 81    |       |
| 2. September  | Victoriano Guisasola y Menéndez       | spanischer Geistlicher und Erzbischof von Valencia und Toledo | 68    |       |
| 3. September  | Kauppis-Heikki                        | finnischer Schriftsteller                                     | 58    |       |
| 3. September  | Gustav Kober                          | österreichisch-deutscher Schauspieler                         | 71    |       |
| 4. September  | Ernest Nys                            | belgischer Jurist                                             | 69    |       |
| 4. September  | John C. Tarsney                       | US-amerikanischer Politiker                                   | 74    |       |
| 5. September  | Robert Harron                         | US-amerikanischer Stummfilmschauspieler                       | 27    |       |
| 5. September  | Justus Hermann Lipsius                | deutscher Philologe                                           | 86    |       |
| 5. September  | Arthur von Oettingen                  | deutsch-baltischer Physiker und Musiktheoretiker              | 84    |       |
| 6. September  | Hans Joachim von Brederlow            | deutscher Majoratsbesitzer und Politiker                      | 61    |       |
| 6. September  | Marie zu Mecklenburg                  | Großfürstin von Russland                                      | 66    |       |
| 7. September  | Eduard Alentorn                       | katalanischer Bildhauer                                       | 64    |       |
| 7. September  | Simon-Napoléon Parent                 | kanadischer Politiker                                         | 64    |       |
| 7. September  | François Zimmer                       | Landtagsabgeordneter                                          | 60    |       |
| 8. September  | Joseph Paxson Iddings                 | US-amerikanischer Geologe                                     | 63    |       |
| 8. September  | John Leuchars                         | britischer Segler                                             | 68    |       |
| 8. September  | Harmon Northrop Morse                 | US-amerikanischer Chemiker                                    | 71    |       |
| 8. September  | Rudolf Mosse                          | deutscher Geschäftsmann und Verleger                          | 77    |       |
| 9. September  | August von Dönhoff                    | preußischer Diplomat und Politiker                            | 75    |       |
| 9. September  | Roberto Hazon                         | italienischer Dirigent und Musikpädagoge                      | 65    |       |
| 9. September  | Eberhard von Obernitz                 | preußischer Offizier, zuletzt Generalmajor                    | 65    |       |
| 10. September | Heinrich Brüning                      | deutscher Verwaltungsjurist und preußischer Kommunalbeamter   | 84    |       |
| 10. September | Axel Ender                            | norwegischer Maler und Bildhauer                              | 66    |       |
| 10. September | Olive Thomas                          | US-amerikanische Schauspielerin der Stummfilmzeit             | 25    |       |
| 11. September | Émilien Mulot-Durivage                | französischer Landschaftsmaler                                | 82    |       |
| 12. September | Ferdinand Feyerick                    | belgischer Fechter                                            | 55    |       |
| 12. September | Theodor Kappenberg                    | Priester und Weihbischof im Bistum Münster                    | 72    |       |
| 12. September | Ernst Leitz I                         | deutscher Industrieller                                       | 77    |       |
| 12. September | Albert Trautmann                      | deutscher Apotheker, Heimatforscher und Schriftsteller        | 52    |       |
| 13. September | George Kessler                        | US-amerikanischer Geschäftsmann und Philanthrop               | 57    |       |
| 13. September | Leberecht von Kotze                   | Hofzeremonienmeister Wilhelm II.                              | 70    |       |
| 13. September | Wilhelm Schulte I.                    | deutscher Architekt                                           | 62    |       |
| 15. September | Roberto Ardigò                        | italienischer Philosoph                                       | 92    |       |
| 15. September | Stefan Esders                         | belgisch-österreichischer Unternehmer                         | 68    |       |
| 15. September | Filippo Galassi                       | italienischer Bauingenieur                                    | 64    |       |
| 15. September | Heinrich Schützinger                  | deutscher Kommunalpolitiker und Heimatforscher                | 63    |       |
| 15. September | Karl Spiegel                          | deutscher Lehrer und Märchensammler                           | 57    |       |
| 16. September | Dan Andersson                         | schwedischer Arbeiterdichter und Lyriker                      | 32    |       |
| 16. September | William Sanday                        | britischer anglikanischer Theologe                            | 77    |       |
| 16. September | Horatio Torromé                       | britisch-argentinischer Eiskunstläufer                        |       |       |
| 18. September | Robert Beaven                         | kanadischer Politiker                                         | 84    |       |
| 19. September | Adrienne Jacqueline s’ Jacob          | niederländische Malerin                                       | 63    |       |
| 19. September | Nikolai Michailowitsch Lissowski      | russischer Bibliograph und Hochschullehrer                    | 66    |       |
| 20. September | Eugen Feistmann                       | Landtagsabgeordneter Volksstaat Hessen                        | 61    |       |
| 20. September | Wolf von der Lancken                  | deutscher Verwaltungsjurist und Hofbeamter                    | 74    |       |
| 20. September | Adam Prazmowski                       | polnischer Mikrobiologe und Botaniker                         | 66    |       |
| 20. September | Kajetan Stefanowicz                   | polnischer Jugendstil-Maler                                   | 34    |       |
| 20. September | Fia Wille                             | deutsche Kunstgewerblerin und Innenarchitektin                | 52    |       |
| 21. September | Ángel Báez                            | chilenischer Fußballspieler                                   | 26    |       |
| 21. September | J. J. McAlester                       | US-amerikanischer Politiker                                   | 78    |       |
| 22. September | Pierre Bourban                        | Schweizer Prior der Abtei Saint-Maurice und Amateurarchäologe | 66    |       |
| 22. September | Mathilde von Dellingshausen           | deutsch-baltische Adlige                                      | 66    |       |
| 22. September | Julius von Jobst                      | deutscher Chemiker und Förderer der Neckarschifffahrt         | 81    |       |
| 22. September | Emanuel Kudela                        | tschechischer Radrennfahrer                                   | 44    |       |
| 23. September | Heinrich Adelmann von Adelmannsfelden | deutscher Rittergutsbesitzer und Politiker                    | 71    |       |
| 23. September | Joseph Thacher Clarke                 | US-amerikanischer Archäologe, Historiker und Fotopionier      | 65    |       |
| 23. September | Ludovico Nabruzzi                     | italienischer sozialistischer Agitator                        | 74    |       |
| 24. September | Inessa Armand                         | französische Revolutionärin                                   | 46    |       |
| 24. September | Albrecht Eyring                       | deutscher evangelischer Pastor und Pomologe                   | 75    |       |
| 24. September | Peter Carl Fabergé                    | russischer Goldschmied und Juwelier                           | 74    |       |
| 25. September | Paul Mitzschke                        | deutscher Archivar und Historiker                             | 67    |       |
| 25. September | Alexei Andrejewitsch Poliwanow        | russischer General                                            | 65    |       |
| 25. September | Jakob Heinrich Schiff                 | Bankier                                                       | 73    |       |
| 26. September | Markus Brann                          | jüdischer Historiker und Gelehrter                            | 71    |       |
| 26. September | Franz Adolf Hofmann                   | deutscher Mediziner                                           | 77    |       |
| 27. September | Josiah Kerr                           | US-amerikanischer Politiker                                   | 59    |       |
| 28. September | Richard Falckenberg                   | deutscher Philosophiehistoriker                               | 68    |       |
| 28. September | Hans Leuss                            | deutscher Politiker (SPD), MdR und Literat                    | 58    |       |
| 28. September | Ryu Gwansun                           | koreanische Freiheitskämpferin                                | 17    |       |
| 28. September | Félix Somló                           | ungarischer Jurist                                            | 47    |       |
| 29. September | Gerry Whiting Hazelton                | US-amerikanischer Politiker                                   | 91    |       |
| 29. September | Arthur Krause                         | deutscher Naturforscher und Geograph                          | 69    |       |
| 29. September | Engelbert Leber                       | deutscher Metallurg                                           | 43    |       |
| 29. September | Paul Plinzner                         | Leibstallmeister von Kaiser Wilhelm II.                       | 68    |       |
| 29. September | Michele Rajna                         | italienischer Astronom                                        | 66    |       |
| 30. September | Fritz Berolzheimer                    | deutscher Rechtsphilosoph und Wirtschaftsphilosoph            | 51    |       |
| 30. September | Robert Pattai                         | österreichischer Rechtsanwalt und Politiker                   | 74    |       |
| 30. September | Eduard Sturm                          | deutscher Gutsbesitzer und Abgeordneter                       | 75    |       |